# Sojuz TMA-09M
Sojuz TMA-09M – załogowa misja statku Sojuz do Międzynarodowej Stacji Kosmicznej. Start odbył się 28 maja, a połączenie z ISS 29 maja 2013 r. po podejściu szybką sześciogodzinną ścieżką. Lądowanie nastąpiło 11 listopada 2013 r.. Międzynarodowa załoga wchodziła w skład 36. i 37. Ekspedycji ISS.
Załoga przywiozła na Ziemię znicz olimpijski Zimowych Igrzysk Olimpijskich 2014 w Soczi, który cztery dni wcześniej zabrała na ISS załoga Sojuza TMA-11M, by 9 listopada 2013 r. wzięli go ze sobą w otwarty kosmos dwaj rosyjscy astronauci podczas prac na zewnątrz stacji.

## Załoga

### Podstawowa
- Fiodor Jurczichin (4) – dowódca (Rosja)
- Luca Parmitano (1) – inżynier pokładowy (Włochy, ESA)
- Karen Nyberg (2) – inżynier pokładowy (USA)

### Rezerwowa
- Michaił Tiurin (3) – dowódca (Rosja)
- Koichi Wakata (4) – inżynier pokładowy (Japonia)
- Richard Mastracchio (4) – inżynier pokładowy (USA)

## Awaria skafandra kosmicznego (16 lipca 2013 r.)
16 lipca 2013 r. o godz. 11:57 UTC rozpoczął się 23. spacer kosmiczny w ramach programu ISS (EVA-23). Wzięli w niej udział astronauci Christopher Cassidy (z załogi Sojuza TMA-08M) i Luca Parmitano, którzy wyszli w skafandrach typu EMU ze śluzy powietrznej Quest. Zadaniami astronautów było: dokończenie instalacji okablowania energetycznego na Z1 oraz na module Zarja, poprowadzenie kabla ethernetowego dla przyszłego modułu Nauka, dokończenie montażu RGB, wymiana kamery na P1 i japońskim module Kibō oraz zdjęcie izolacji MLI z S1.
EVA miała zakończyć się planowo o 18:12 UTC i trwać 6 godzin i 15 minut. Jednak po zakończeniu pierwszego zadania, o 12:42 Parmitano zgłosił, że w jego hełmie pojawiła się woda. Przybywało jej z każdą chwilą i o 12:54 zaprzestano dalszych prac. O 13:06 zapadła decyzja o przerwaniu EVA. O 13:12 do śluzy powrócił Parmitano, zaś o 13:21 Cassidy, o 13:26 zamknięto właz. W tym momencie ilość wody w hełmie uniemożliwiała już astronaucie podgląd przełączników i komunikację głosową. O 13:29 rozpoczęto napełnianie śluzy powietrzem, o 13:37 otwarto właz wewnętrzny i po wyciągnięciu ze śluzy Parmitano zdjęto mu hełm. Astronauta nie doznał żadnych obrażeń. EVA trwała oficjalnie 1 godzinę i 32 minuty.
Skafander EMU nr 3011 ma długą historię, po raz pierwszy był w kosmosie w roku 1996 (misja STS-79), po raz pierwszy był wykorzystany 30 maja 1997 r. (misja STS-96), następnie był na ISS w roku 2001 i 2002-2005 oraz 2008-2009, ostatnio trafił na orbitę w maju 2010 roku w misji STS-132. Odbył on 14 lotów kosmicznych, w tym 18 razy był używany w czasie spacerów kosmicznych z wahadłowca oraz ze stacji.

## Galeria

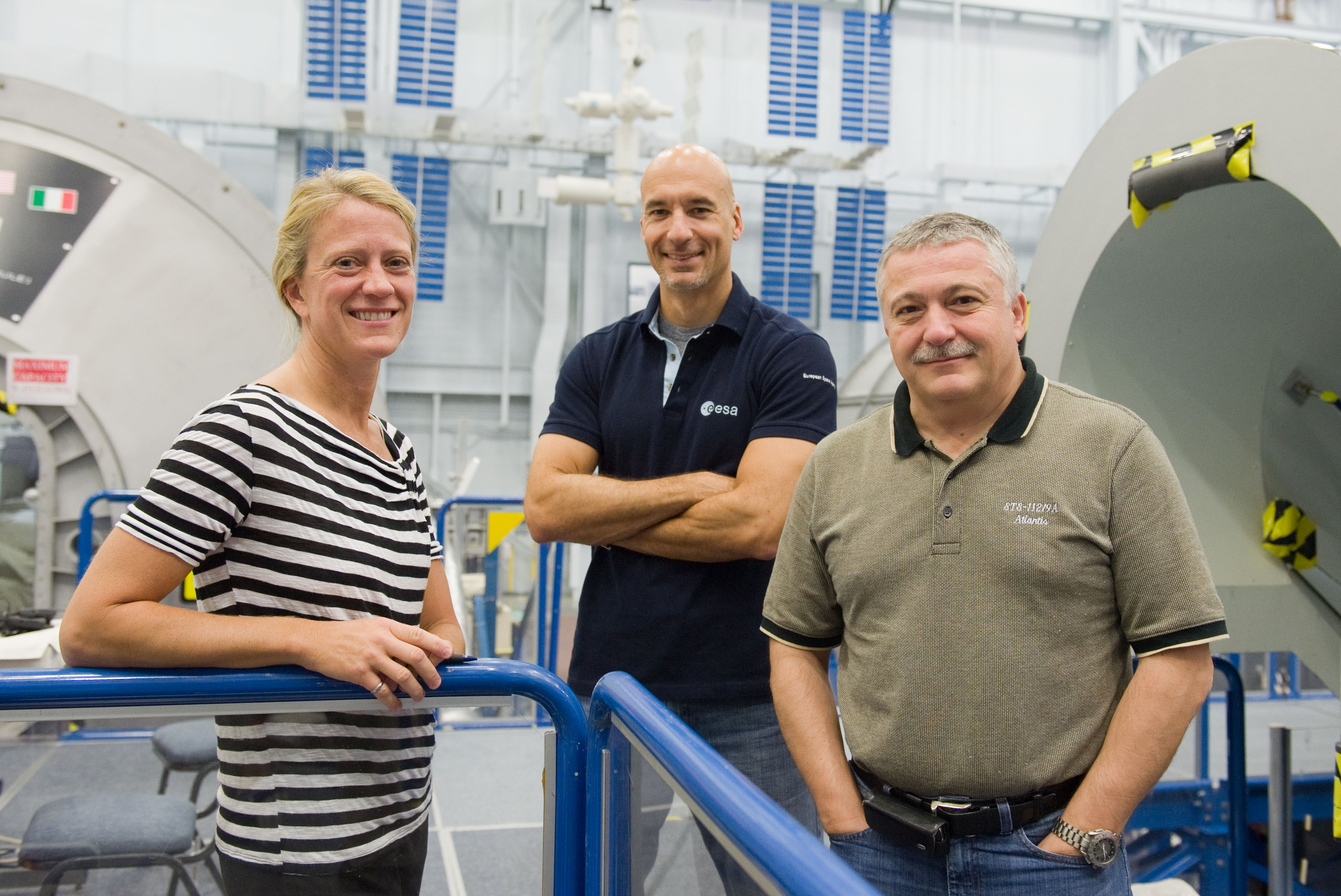
Załoga podczas treningu (19 września 2012 r.)
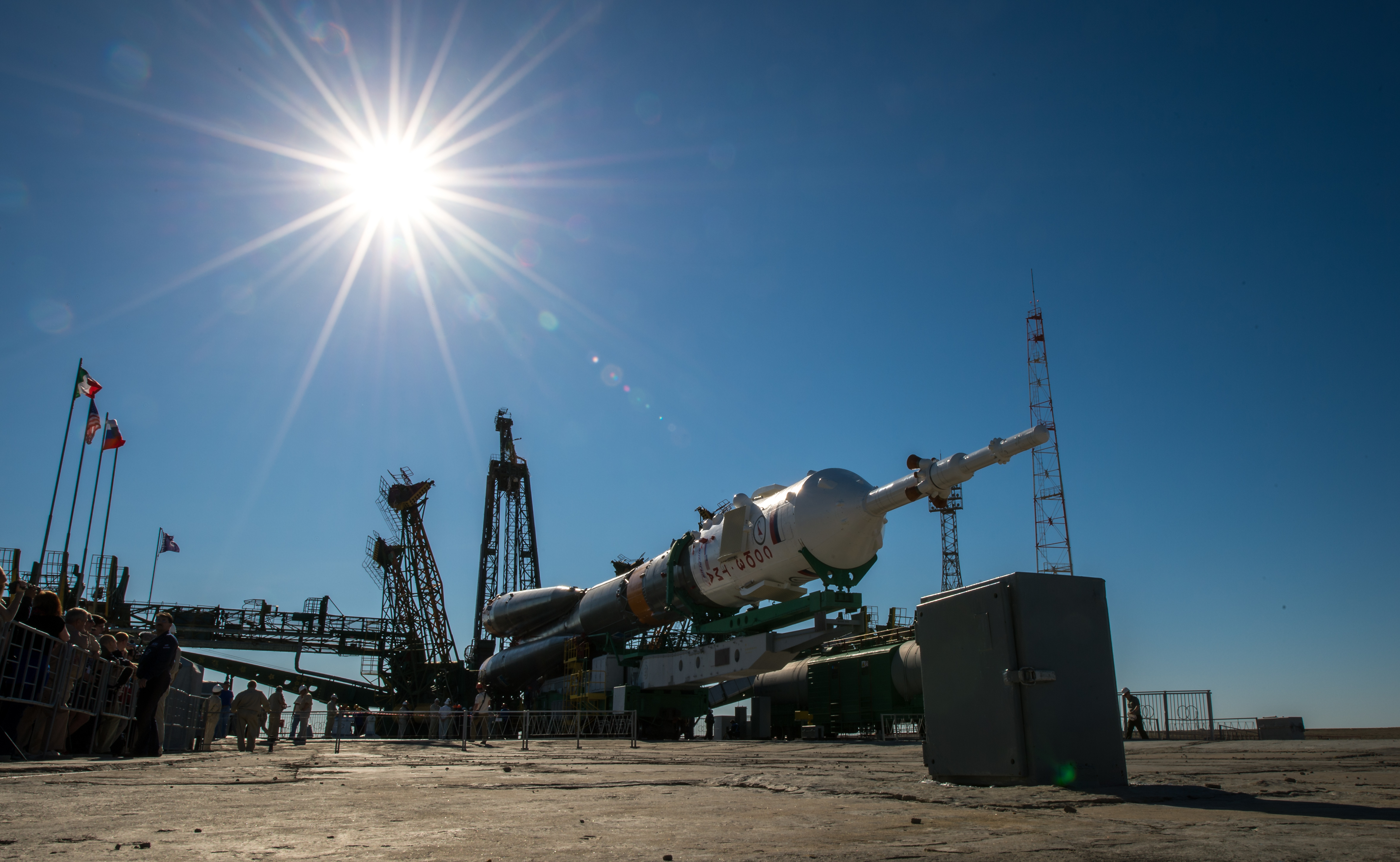
Rakieta ze statkiem w drodze na wyrzutnię (26 maja 2013 r.)
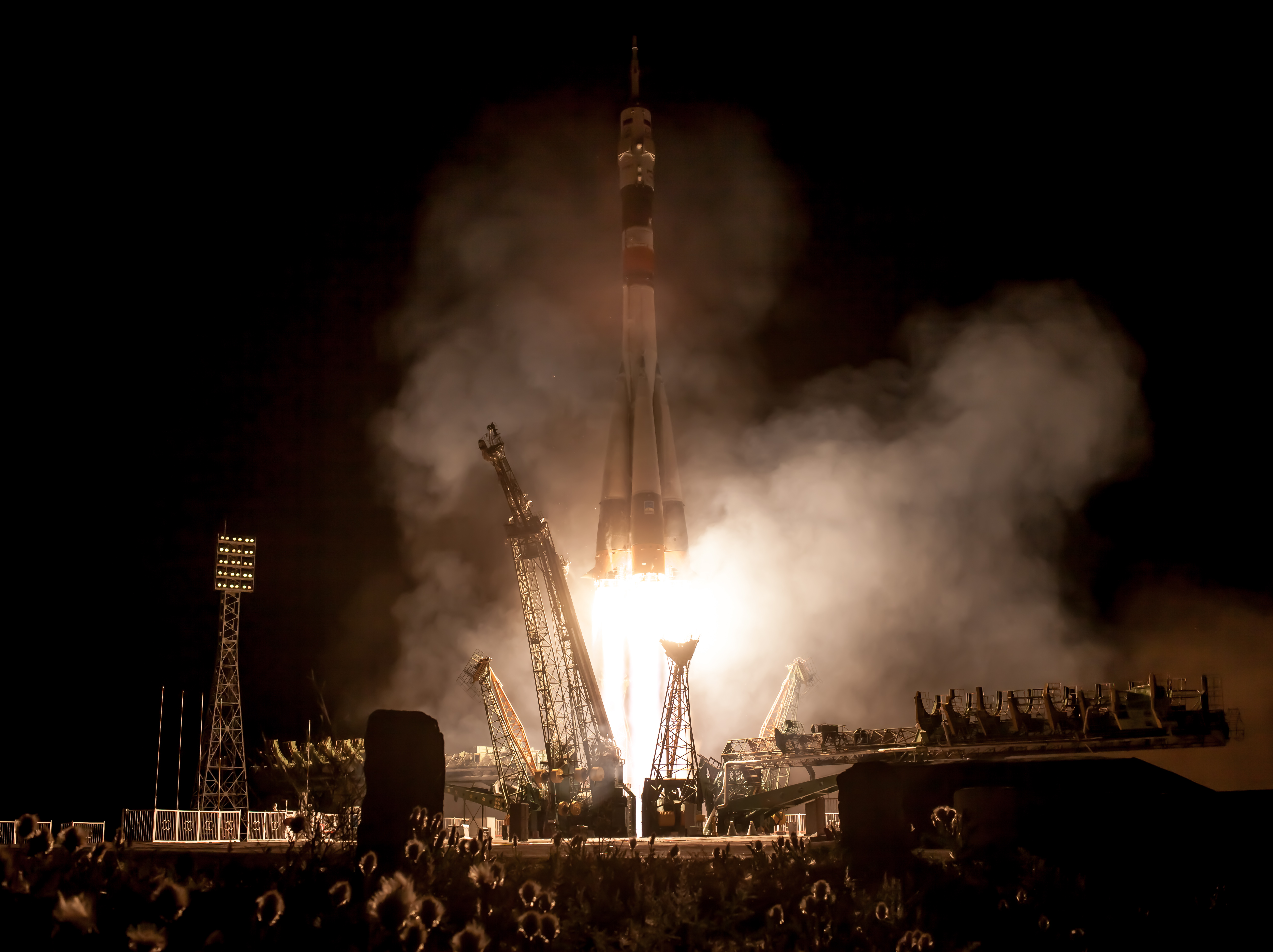
Start (28 maja 2013 r.)
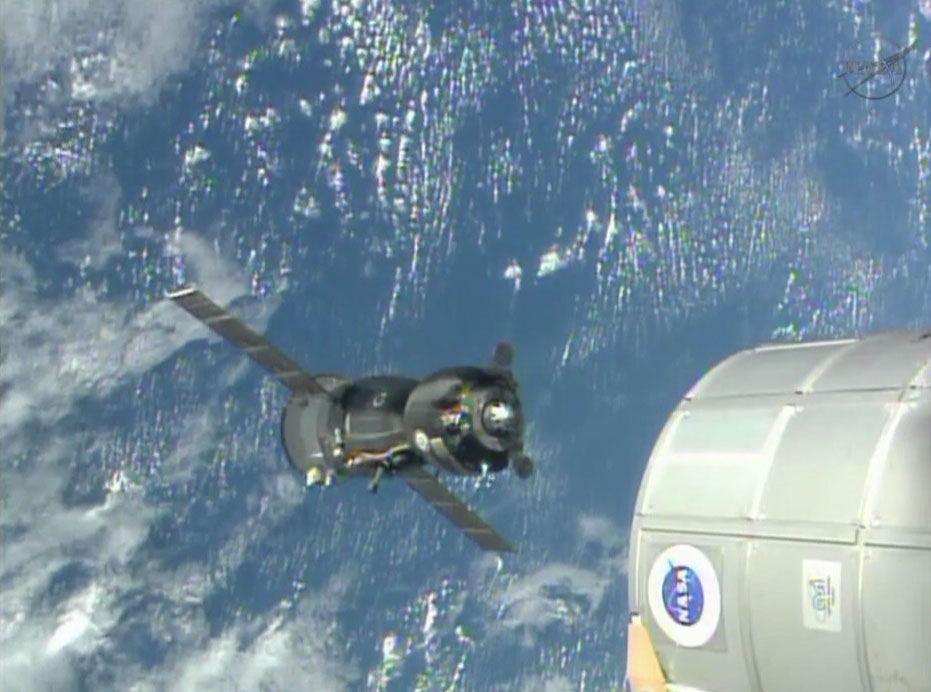
Statek podczas relokacji z modułu Rasswiet (MRM 1) do modułu Zwiezda (1 listopada 2013 r.)
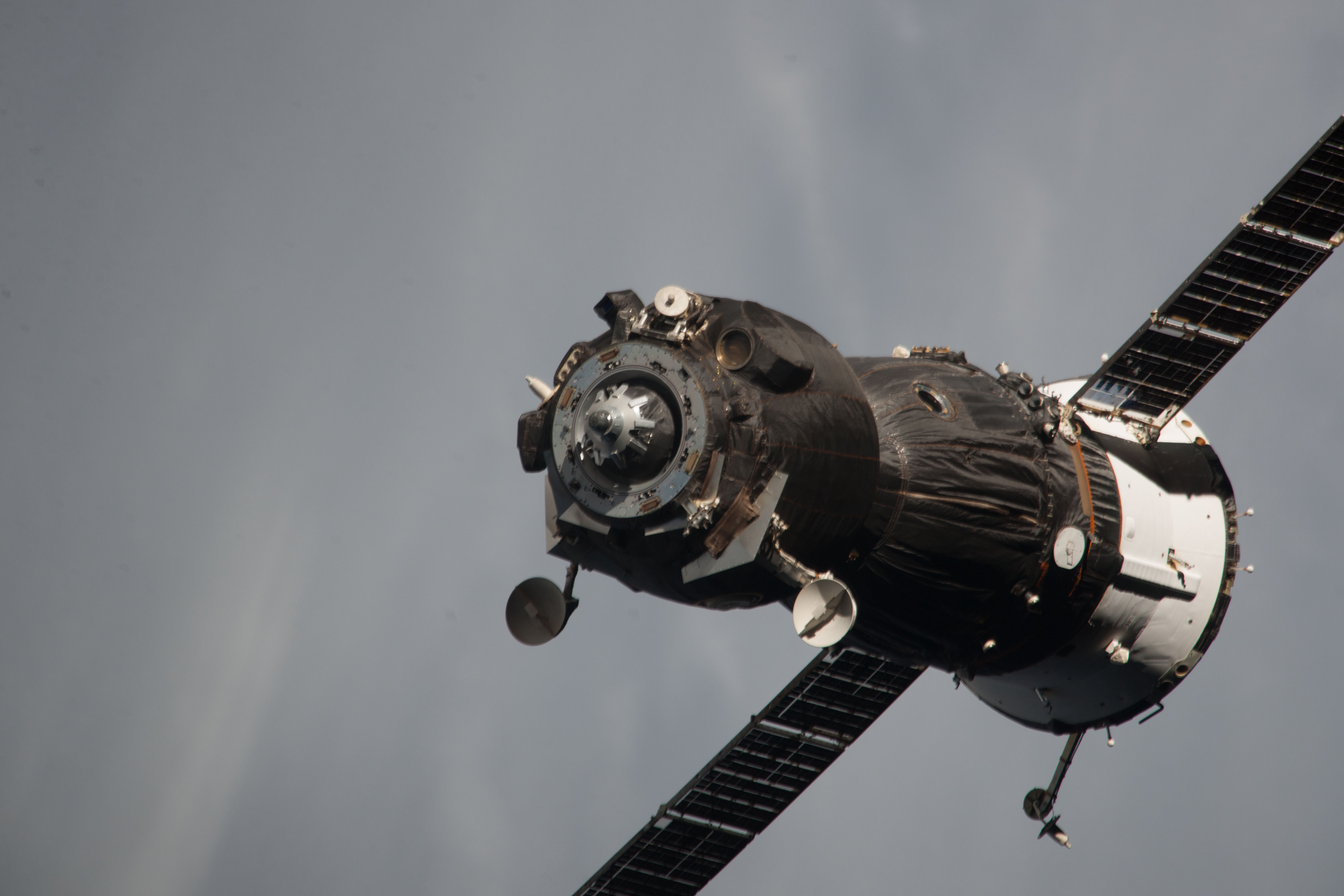
Odłączenie od modułu Zwiezda (10 listopada 2013 r.)
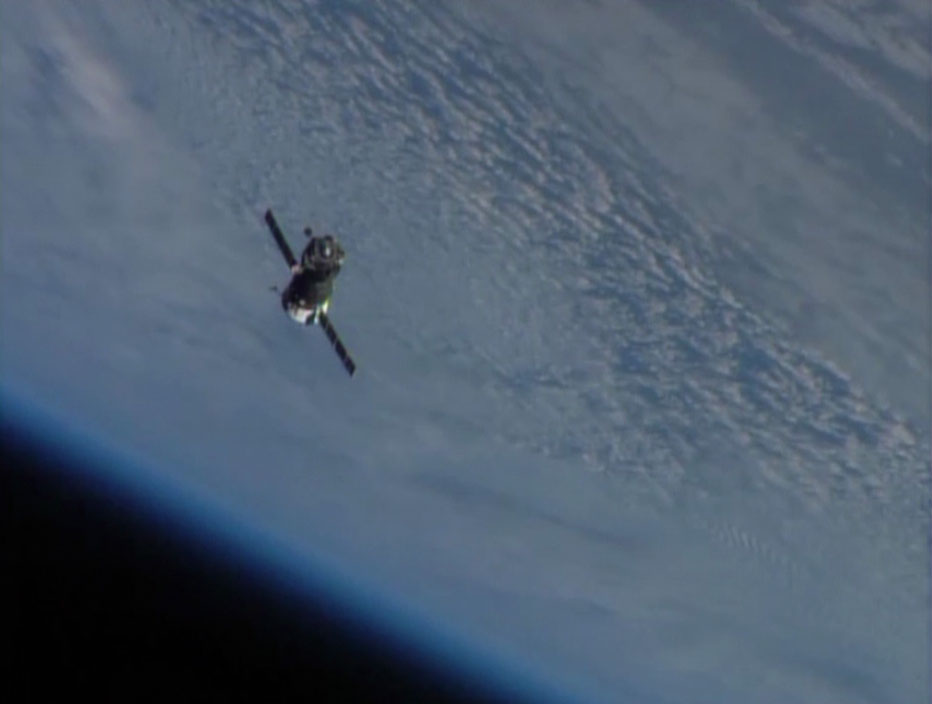
Podczas powrotu z ISS (10 listopada 2013 r.)
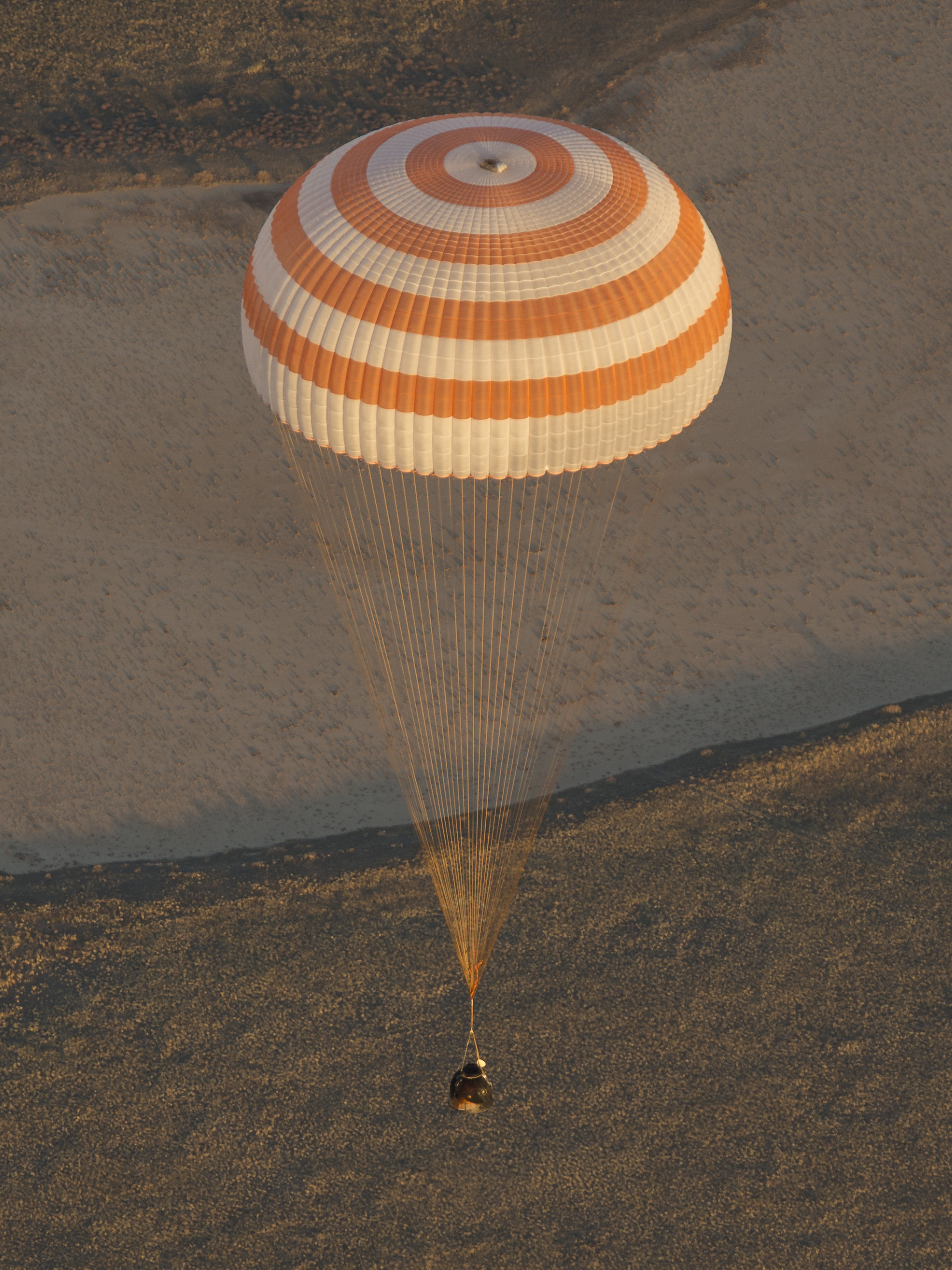
Tuż przed wylądowaniem (11 listopada 2013 r.)